# Marinetransportformationen der Bundeswehr
Die Bundeswehr besaß bis 2002  Marinetransportformationen für Transportaufgaben der Bundesmarine an Land. Dabei sind Transportformationen der Amphibischen Gruppe, der Marineabschnittskommandos beziehungsweise Marinedivisionen und Kraftfahrzeugstaffeln der Marineflieger zu unterscheiden.

## Amphibische Transportkräfte

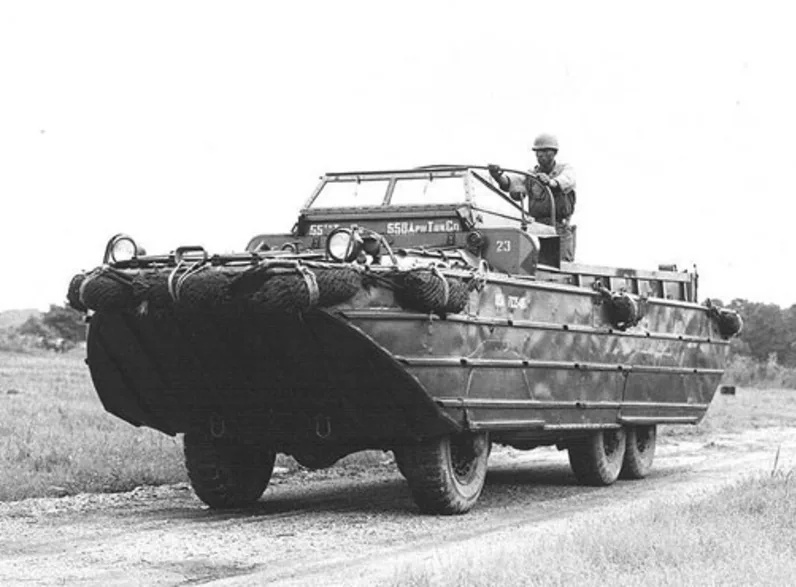
Ein Amphibienfahrzeug vom Typ DUKW, wie es in den Amphibischen Transport- und Umschlagbataillonen eingesetzt wurde

In der Amphibischen Gruppe, die zeitweise die Bezeichnung Amphibische Transportgruppe trug, bestanden neben schwimmenden Landungsverbänden zwei Amphibische Transport- und Umschlagbataillone.
|   | Name                                            | aufgestellt | aufgelöst | Standort(e)        | Unterstellt unter  | Bemerkungen                                               |
| - | ----------------------------------------------- | ----------- | --------- | ------------------ | ------------------ | --------------------------------------------------------- |
| - | Amphibisches Transport- und Umschlagbataillon 2 | 1960        | 1975      | Borkum, Emden      | Amphibische Gruppe | Bis 1963 Küstenumschlagbataillon 2                        |
| - | Amphibisches Transport- und Umschlagbataillon 4 | 1962        | 1974      | Emden, Großenbrode | Amphibische Gruppe | Bis 1963 Küstenumschlagbataillon 4, ab 1969 Geräteeinheit |

## Marinetransportbataillone und -kompanien
Zunächst wurden 1964 zwei Bataillone errichtet, zu denen nach der Wiedervereinigung 1991 ein drittes, aus den entsprechenden Truppenteilen der NVA errichtetes hinzu trat. 1998 löste man diese auf und errichtete aus deren Resten zwei Kompanien und einen Zug. Mit Errichtung der Streitkräftebasis konnte die Marine auf deren logistische Fähigkeiten zugreifen und somit die eigenen, verbliebenen Einheiten 2002 ganz auflösen bzw. abgeben.
|   | Name                         | aufgestellt | aufgelöst | Standort(e)       | Unterstellt unter                                                            | Bemerkungen |
| - | ---------------------------- | ----------- | --------- | ----------------- | ---------------------------------------------------------------------------- | ----------- |
| - | Marinetransportbataillon 1   | 1964        | 1998      | Kiel, Eckernförde | Marineabschnittskommando Ostsee                                              | -           |
|   | Marinetransportbataillon 2   | 1964        | 1998      | Wilhelmshaven     | Marineabschnittskommando Nordsee                                             | -           |
| - | Marinetransportbataillon 3   | 1991        | 1998      | Bad Sülze         | Marineabschnittskommando Ost                                                 | -           |
| - | Marinetransportkompanie Nord | 1998        | 2002      | Kiel              | Marineabschnittskommando Nord, ab 1. Juli 2001 Marineabschnittskommando West |             |
| - | Marinetransportkompanie West | 1998        | 2002      | Wilhelmshaven     | Marineabschnittskommando West                                                |             |

Zum Auftrag der Marinetransportbataillone und -kompanien gehörten:
- Versorgungs- und Mannschaftsgroßtransporte
- Küstenumschlag
- Instandsetzung
- Kraftfahrausbildung
- Lagerung und Wartung eines Betriebsvorrates an Ersatzteilen, Werk- und Verbrauchsmaterial.

Die Marinetransportformationen waren mit Fahrzeugen unterschiedlicher Pkw- und Lkw-Klassen ausgerüstet. Hinzu kamen verschiedene logistische Hilfsfahrzeuge, darunter Kräne und Feldumschlaggeräte.

## Kraftfahrzeugstaffeln der Marinefliegergeschwader
Alle Marinefliegergeschwader verfügten über eine Kraftfahrzeugstaffel als Transportformation auf der Kompanieebene. Diese Kfz-Staffeln unterstanden der jeweiligen Marinefliegerhorstgruppe. Die Kfz-Staffeln verfügten bis 1998 über eigene Fahrschulen.

## Personal, Ausbildung und Instandsetzung

Laufbahnabzeichen der Angehörigen des Marinekraftfahrdiensts

Die Unteroffiziere und Mannschaften der Transportverbände gehörten mehrheitlich den Verwendungsreihen 72 (Küstenumschlagdienst), 73 (Kraftfahrbetrieb) und 74 (Kfz-Instandsetzung) an. Sie wurden anfangs in einem Marineausbildungsbataillon, später an der Marineküstendienstschule und schließlich in den den Transportformationen angegliederten Fahrschulen ausgebildet. Ab 1998 wurden zwei Ausbildungszentren für den Kraftfahrdienst in Wilhelmshaven und im Marineausbildungsbataillon in Glückstadt aufgestellt. Für die Instandsetzung wurden nach Auflösung der Bataillone mit ihren Instandsetzungskompanien 1998 regionale Servicezentren in Wilhelmshaven, Seeth und Rostock gebildet.